# 凹脉桃叶珊瑚
凹脉桃叶珊瑚（学名：Aucuba cavinervis）为绞木科桃叶珊瑚属的植物，为中国的特有植物。分布在中国云南等地，生长于海拔1,200米的地区，见于林中。